# Filippo Spinelli (1703-1761)
Filippo Niccolò Spinelli (Murano, 1 december 1703 - 1761) was een Italiaans bisschop.

## Biografie
Spinelli werd geboren op 1 december 1703 te Murano als telg van een oude Italiaanse katholieke adellijke familie. Op 26 september 1735 werd hij benoemd tot bisschop van Aversa.  Hij bekleedde de bisschopszetel tot aan zijn dood in 1761. Een familielid van hem, kardinaal Filippo Spinelli nam dit ambt reeds voor hem waar.
- Virtual International Authority File: 89784451